# ماريون تومسون (مربية)
ماريون تومسون (بالإنجليزية: Marion Thompson)‏ هي مربية نيوزيلندية، ولدت في 22 نوفمبر 1877، وتوفيت في 12 يونيو 1964.